# Juan Lozano y Lozano
Juan Lozano y Lozano (Jumella, Múrcia, 1610-1679) fou un eclesiàstic espanyol.
Home de gran influència durant els regnats de Felip IV de Castella, i Carles II, fou bisbe de Plasència (Espanya) i, posteriorment, de Mazara (Itàlia) i virrei de Nàpols.